# Mont de Marigot
Mont de Marigot är en kulle i den sydvästra delen av Saint-Martin, strax utanför huvudorten Marigot. Toppen på Mont de Marigot är 176 meter över havet.